# Sierra del Pajarito

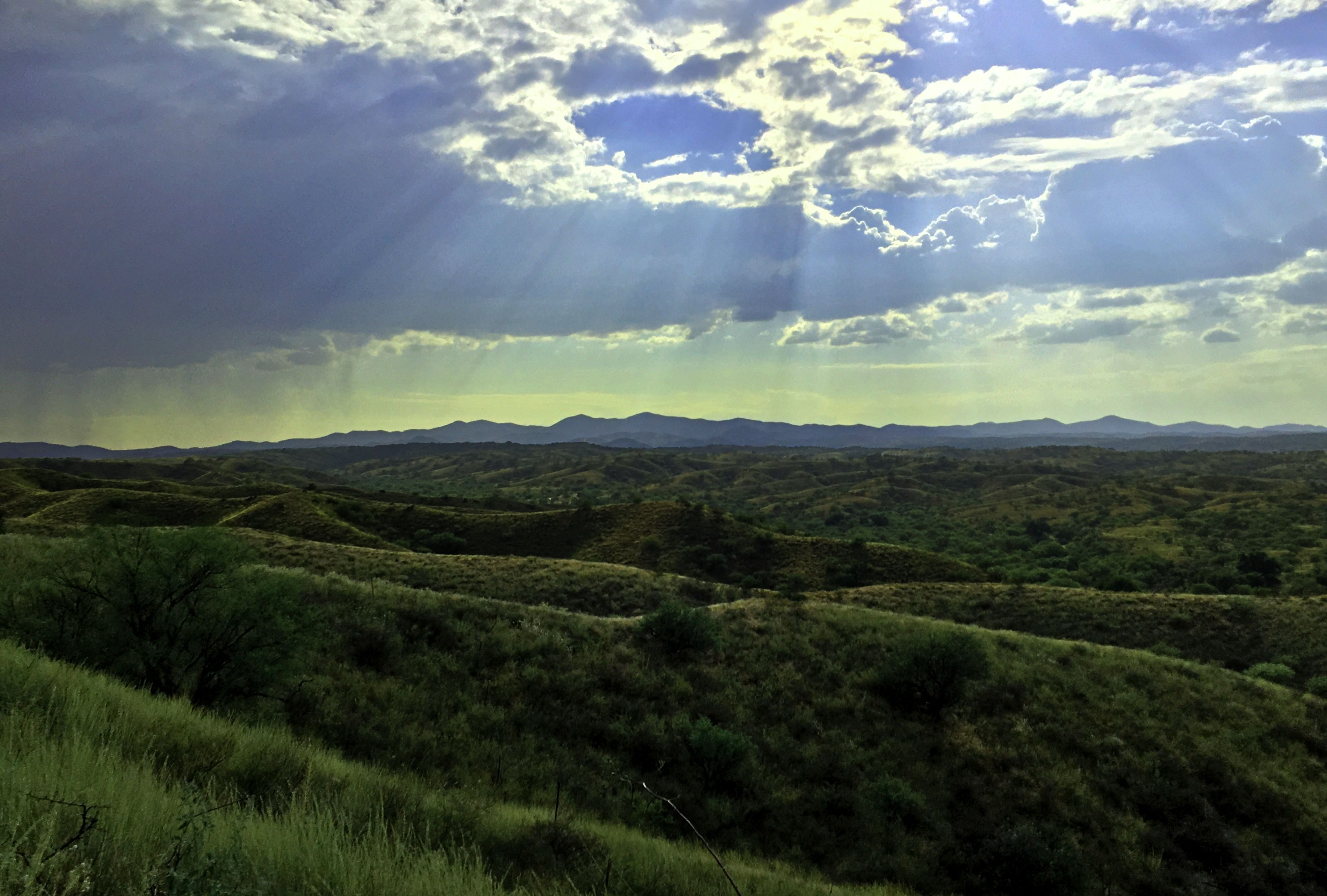
Fotografía de Sierra del Pajarito en Arizona.

La sierra del Pajarito es una sierra del oeste del condado de Santa Cruz en Arizona.  

## Ubicación
La sierra del Pajarito se ubica al lado de la sierra Atascosa, la cual se ubica al norte.  Ambas sierras se encuentran en el centro de un grupo de cordales montañosos denominados Tumacácori. Dentro de este cordal montañosa se encuentra la sierra de Tumacácori al norte y al sur de la frontera con México la sierra de la Esmeralda.  Cabe señalar que estos cordales montañosos forman parte del área para la conservación de gatos salvajes, dentro del proyecto de los Cuatro Gatos que intente proteger al puma, el ocelote, el lince rojo y al jaguar. 
Las cotas mínimas de la sierra del Cerro Colorado al noroeste y la sierra de San Luis al oeste también forma parte de las tierras altas de Tucacácori. Al oeste de la sierra del Pajarito y adyacente a la sierra de San Luis y los picos del acantilado del Cobre está el área de vida salvaje del Pajarito y al este se ubica el corredor del valle del río Santa Cruz.